# Henry Phillips (halterófilo)
Henry Phillips (Panamá, 1949-19 de abril de 2025) fue un levantador de pesas panameño. Compitió en la prueba masculina de peso pesado en los Juegos Olímpicos de 1972.

## Biografía
Phillips compitió en los XI Juegos Centroamericanos y del Caribe celebrados en la Ciudad de Panamá, Panamá  en donde ganó la medalla de plata en la pruebas de levantamiento de pesas en la categoría peso pesado-110 kg press y arranque, bronce: total y envión. Compitió en los Juegos Olímpicos de Múnich 1972 en donde participó  el 4 de septiembre de 1972 en la Categoría de peso pesado-110 kg en donde quedó en la posición veintidós en donde levantó 455.00 k. Compitió en los XII Juegos Centroamericanos y del Caribe celebrados en Santo Domingo, República Dominicana en donde ganó medalla de plata en la pruebas de levantamiento de pesas en la categoría peso pesado-110 kg press y arranque, bronce: total y envión.